# Škoda Favorit

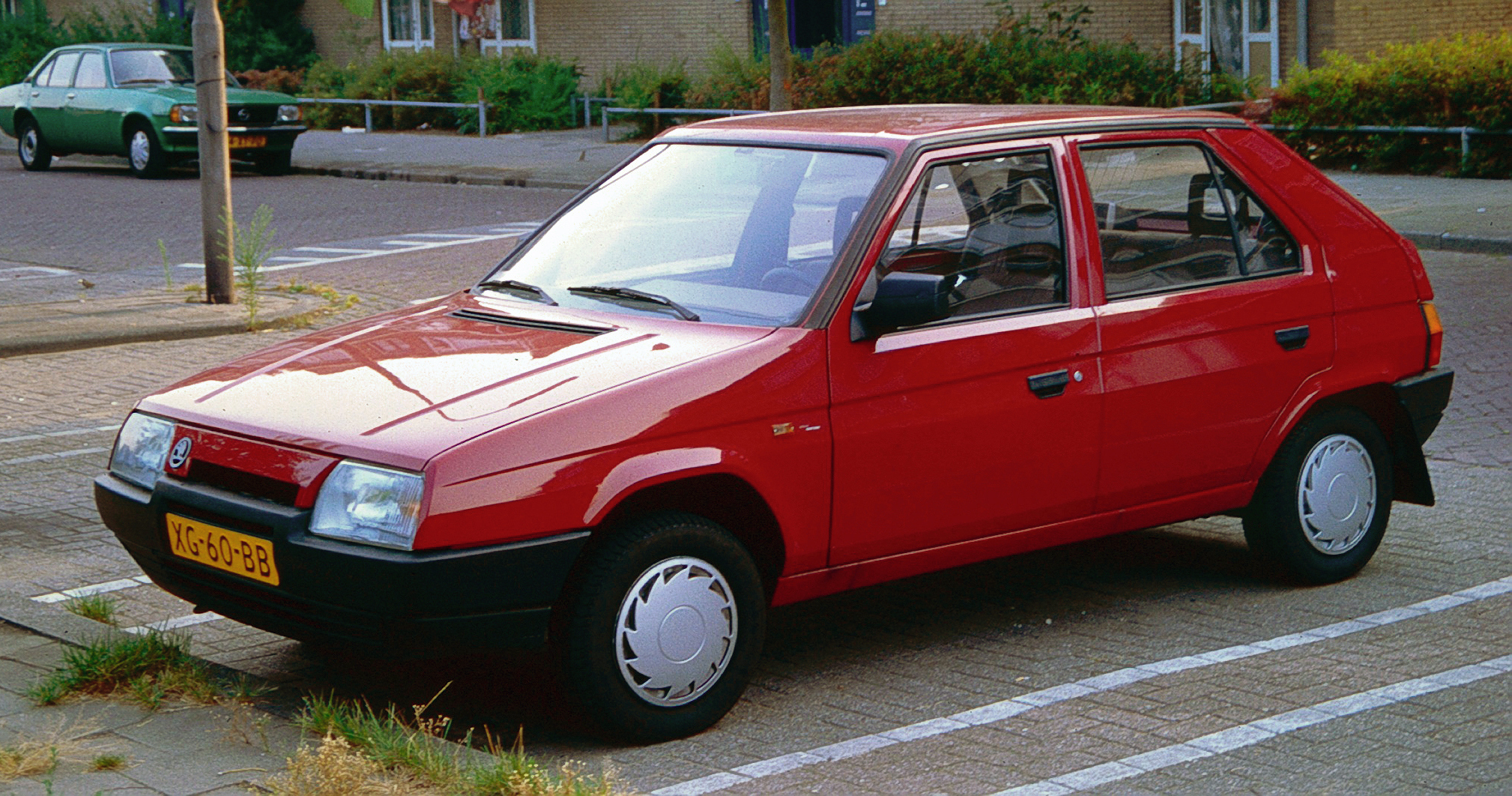
Skoda Favorit 1989

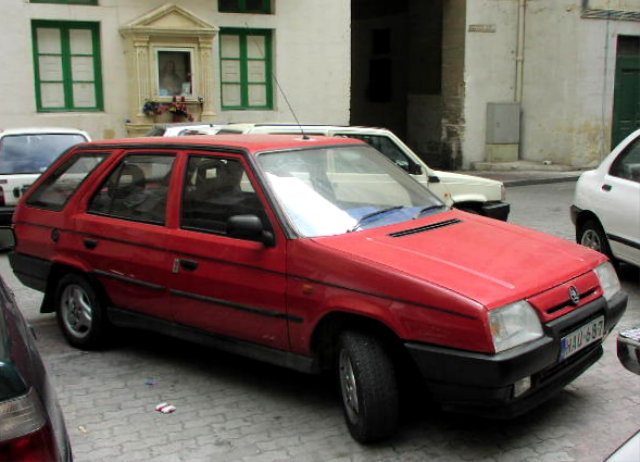
Skoda Forman

Škoda Favorit var en bilmodell från Škoda. Modellen tillverkades 1987-1994. När den lanserades var det den första helt nya modellen på många år från Škoda.

## Historia
Škoda Favorit försågs med frontmotor och den något kantiga karossen formgavs av Bertone (jämför Citroën BX som också var en Bertonedesign från tidigt åttiotal). Favorit var i princip en modern småbil med samma upplägg som de flesta andra i klassen (snäppet under Golfklassen). Man använde samma slöa men beprövade stötstångsmotor som föregångaren Škoda 105/120/130. Viktfördelningen med motorn fram blev givetvis bättre, men kanske blev Škoda mindre personlig (eller udda) i och med Favorit.
Kvaliteten var i de första årgångarna inte helt övertygande, men när Volkswagen förvärvade delar av Škoda Auto 1991 och så småningom köpte hela Škodas personbilstillverkning från tjeckiska staten förbättrades Favorit och kombiversionen som hette Forman. Kombin hade samma lutande baklucka som kombisedanen, men erbjöd ett bagageutrymme förlängt med omkring tre decimeter, vilket gjorde Forman till en mycket rymlig lastare för sin storlek.
1995 ersattes Favorit och Forman av Felicia, som kan sägas vara en omarbetad och moderniserad Favorit. Felicia blev en fantastisk försäljningssuccé i Sverige, dit Favoritmodellen aldrig nådde annat än via privatimport. Kunderna fick vänta i flera månader på leverans på Felicia.
Framgången berodde förstås till stor del på Volkswagens "fadderskap" för märket. Felicia försågs med ett stort antal delar från Volkswagens småbilar, men man behöll stötstångsmotorn på 1,3 liter från Favorit, om än i modifierad form. En pigg VW-motor på 1,6 liter från Golf/Polo infördes dock så småningom till ett något högre pris.
Felicia erbjöds även den som kombi. Felicia användes också som grund för en pickupversion som såldes i stora upplagor. Även Favorit såldes i pickupversioner, men alltså inte i Sverige.

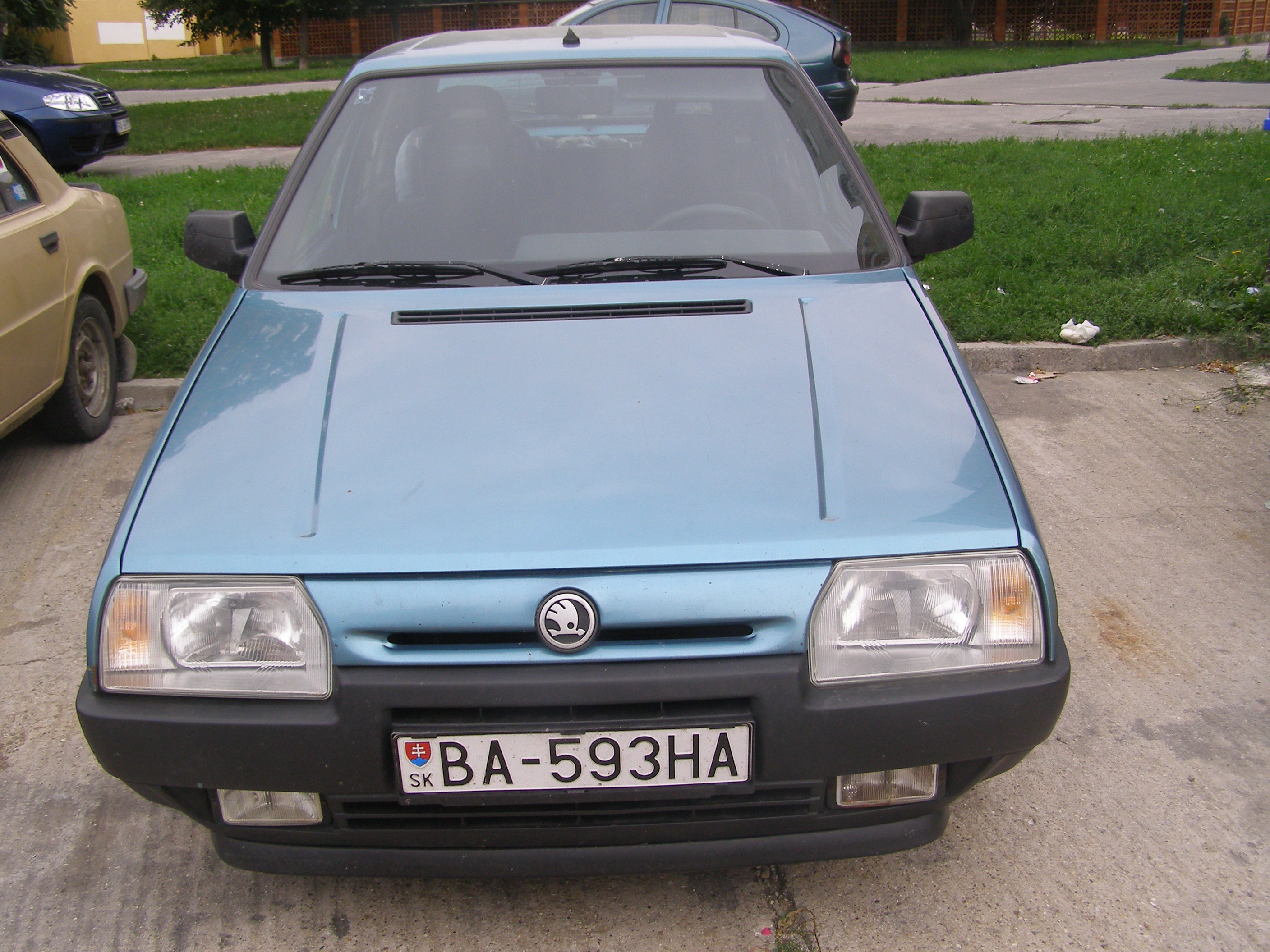
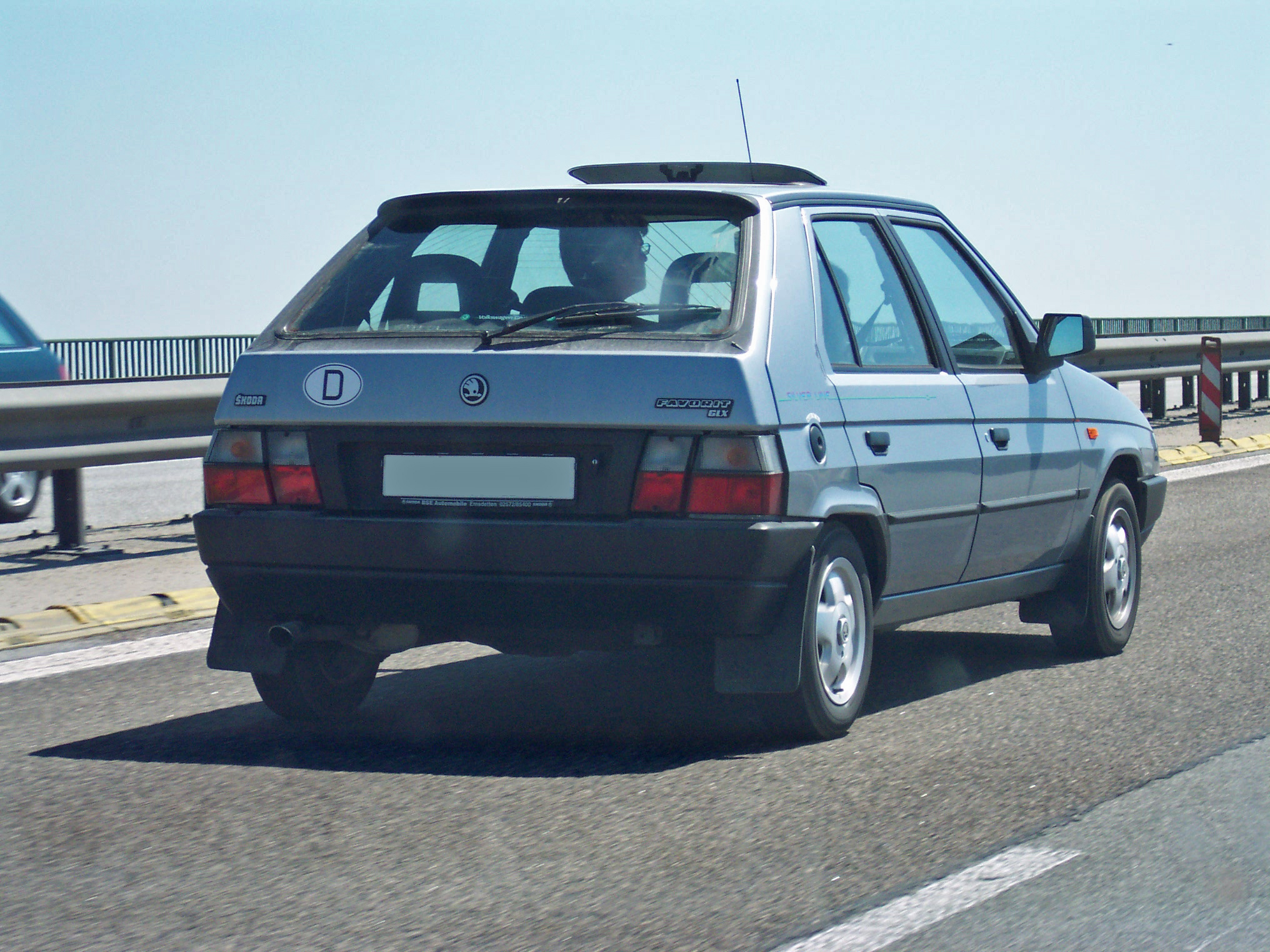
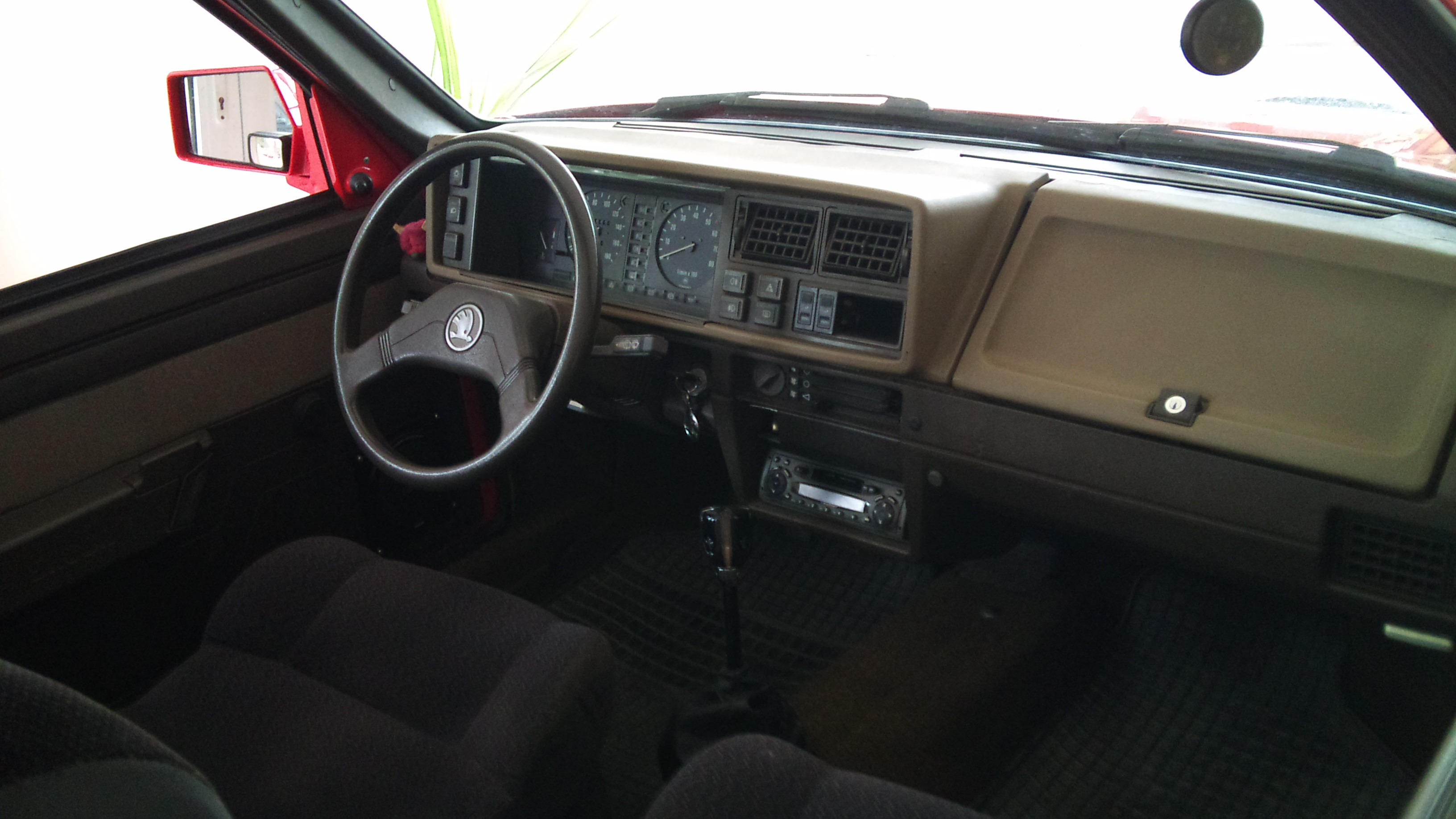